# Paradise Kiss
Paradise Kiss (パラダイス・キス, Paradaisu Kisu), afgekort tot "ParaKiss" door fans, is een vijfdelige Josei manga serie geschreven door Ai Yazawa en is van origine uitgegeven in Shodensha's tijdschrift Zipper en daarna omgezet tot anime door Aniplex en Madhouse studios. De soundtrack is ingezongen door Tomoko Kawase.

## Samenvatting
Paradise Kiss gaat over een groep studenten die op een mode-academie zitten en zelf een kledinglijn zijn begonnen. Ze werken in een eigen 'studio' (een omgebouwd café). Voor een wedstrijd 'kidnappen' ze een model, Yukari "Caroline" Hayasaka. Zij is de hoofdpersoon van de serie. Yukari is een adolescent die het heeft gehad met het herhalende leven van alsmaar studeren en het luisteren naar haar veeleisende moeder, daarom ziet ze dus wel wat in het leven als model. Deze verandering brengt echter onzekerheden met zich mee, waaronder de typische liefdesperikelen die met deze leeftijd gepaard gaan.
De serie heeft veel verwijzingen naar Ai Yazawa's eerdere werk Gokinjo Monotogari en wordt daarom als een semi-vervolg hiervan gezien.
Paradise Kiss is erg populair in landen buiten Japan en is vertaald in meer dan tien verschillende talen.